# Emmelie de Forest
Emmelie Charlotte-Victoria de Forest (* 28. února 1993 Randers, Dánsko) je dánská zpěvačka. Dne 18. května 2013 zvítězila s písní "Only Teardrops" se ziskem 281 bodů na soutěži Eurovize ve švédském Malmö po vítězství v národním kole Dansk Melodi Grand Prix v lednu téhož roku.

## Biografie
Emmelie začala zpívat v devíti letech ve sboru v kostelech. Od čtrnácti let vystupovala na festivalech se skotským hudebníkem Fraserem Neillem.
Žije v Kodani, kde od roku 2011 studuje zpěv. Dále se věnuje hře na kytaru.
Mezi zdroji inspirace uvádí mimo jiné Kate Bushovou. Vystupuje bosá.

## Soukromí
De Forest se narodila ve městě Randers, Dánsku. Matka je Dánka a otec Švéd — Ingvar de Forest (1938–2010). Po rozvodu rodičů vyrůstala s matkou ve městě Mariager, Dánsku.

### Původ
Emmelie počátkem roku 2013 vystoupila v dánských médiích s tvrzením, že je pravnučkou britské královny Viktorie. Její pradědeček, baron Mořic Arnold de Forest měl být nemanželským potomkem anglického krále Eduarda VII. Tuto informaci podle jejích slov její rodina dlouho držela v tajnosti. Je prokázáno, že jako majitel hradu Veveří hostil baron de Forest mj. Winstona Churchilla a jeho manželku Lady Clementine, udržoval tedy styky s vysokou anglickou šlechtou (Churchill byl vnukem vévody z Marlborough).
Předci Emmelie byli členové švédsko-finské šlechtické rodiny Armfelt. Spojitost rodiny Emmelie s královnou Viktorií byla později zpochybněna Marlene Eilers-Koenig, odbornicí na šlechtickou genealogii a autorkou knihy Potomci královny Viktorie.

## Kariéra

### 2013: Eurovision Song Contest
Emmelie de Forest v lednu 2013 vystoupila jako jeden z deseti soutěžících hudební soutěže Dansk Melodi Grand Prix, jejíž vítěz je nominován coby reprezentant země na Eurovizi. V přímém přenosu byla její píseň "Only Teardrops" diváky vybrána mezi tři nejlepší, mezi nimiž nakonec zvítězila.
14. května Emmelie postoupila z prvního semifinále Eurovize do velkého finále, kde nakonec porazila konkurenty z Ázerbájdžánu a Ukrajiny se ziskem 281 bodů. Nejvyšší dvanáctibodové ohodnocení obdržela z Francie, Islandu, Irska, Itálie, Makedonie, Srbska, Slovinska a Spojeného království.

## Diskografie

### Alba
| Název          | Detaily alba                                                                                           | Nejvyšší dosažená pozice | Nejvyšší dosažená pozice | Nejvyšší dosažená pozice | Nejvyšší dosažená pozice |
| Název          | Detaily alba                                                                                           | DEN                      | BEL                      | SWE                      | UK                       |
| -------------- | --- | ------------------------ | ------------------------ | ------------------------ | ------------------------ |
| Only Teardrops | - Vydáno: 6. května 2013 - Vydavatel: Universal Music Denmark - Formáty: CD, CD/DVD, digitální stažení | 4                        | 140                      | 32                       | 148                      |

### Singly
| Rok  | Název            | Nejvyšší dosažená pozice | Nejvyšší dosažená pozice | Nejvyšší dosažená pozice | Nejvyšší dosažená pozice | Nejvyšší dosažená pozice | Nejvyšší dosažená pozice | Nejvyšší dosažená pozice | Nejvyšší dosažená pozice | Nejvyšší dosažená pozice | Nejvyšší dosažená pozice | Album          |
| Rok  | Název            | DEN                      | AUS                      | AUT                      | BEL                      | GER                      | IRE                      | NL                       | SWE                      | SWI                      | UK                       | Album          |
| ---- | ---------------- | ------------------------ | ------------------------ | ------------------------ | ------------------------ | ------------------------ | ------------------------ | ------------------------ | ------------------------ | ------------------------ | ------------------------ | -------------- |
| 2013 | "Only Teardrops" | 1                        | 47                       | 7                        | 11                       | 5                        | 5                        | 4                        | 3                        | 3                        | 15                       | Only Teardrops |
| 2013 | "Hunter & Prey"  | —                        | —                        | —                        | —                        | —                        | —                        | —                        | —                        | —                        | —                        | Only Teardrops |